# Smyer
Smyer é uma cidade  localizada no estado norte-americano do Texas, no Condado de Hockley.

## Demografia
Segundo o censo norte-americano de 2000, a sua população era de 480 habitantes.
Em 2006, foi estimada uma população de 487, um aumento de 7 (1.5%).

## Geografia
De acordo com o United States Census Bureau tem uma área de
2,0 km², dos quais 2,0 km² cobertos por terra e 0,0 km² cobertos por água. Smyer localiza-se a aproximadamente 1033 m acima do nível do mar.

## Localidades na vizinhança
O diagrama seguinte representa as localidades num raio de 20 km ao redor de Smyer.